# Il principe delle volpi (romanzo)
Il principe delle volpi (Prince of Foxes) è un romanzo storico di Samuel Shellabarger, che parla delle avventure di un personaggio immaginario chiamato Andrea Orsini, un capitano al servizio di Cesare Borgia durante la  conquista della Romagna. Dal libro fu tratto nel 1949 il film Il principe delle volpi diretto da Henry King, con Tyrone Power nel ruolo di Andrea Orsini e Orson Welles come Cesare Borgia..

## Introduzione
Andrea Zoppo, un  figlio di contadini, italiano divenuto bravo pittore e artista, cambiò la sua identità durante l'invasione francese della città di Firenze, e divenne  Andrea Orsini, un membro non riconosciuto della casata napoletana della grande famiglia Orsini. Egli presta servizio a Cesare Borgia, con il sogno di unificare l'Italia e fermare le predazioni e le manipolazioni della Francia e del Sacro Romano Impero. Nonostante il suo amore per Lady Camilla Baglioni ed il rispetto per suo marito il signore di  Varano della Città del Monte, cambierà il suo piano di prendere con il tradimento la città.

## Riassunto
Il romanzo inizia con Andrea sul punto di imbarco da Venezia per la sua non prima missione militare di Borgia, per indurre Alfonso d'Este, l'erede di Ferrara, il "giudice più brillanti in Italia," a sposare Lucrezia Borgia, vedova di recente, nonostante le numerose obiezioni contro la partita per motivi di Stato e di gusto. Orsini risponde con uno strumento creatore e umanista a vendere una certa pittura egli sostiene è stata presa durante la caduta di una delle città della Romagna. Ci si incontra Camilla Varano, la moglie del signore del fittizio Città del Monte, che è stato promesso a lui da Borgia. Vi è una precisa attrazione tra i due.
Gli Este, costretti da Borgia ad accettare il servizio di Andrea, non vogliono ucciderlo nel loro demanio, e delegano la questione al loro ambasciatore a Venezia. Egli utilizza Mario Belli (Marius de Bella, ultimamente di Savoia), ex nobile, traditore, e assassino di alcuni onorabilità. Mario non riesce, ma un vero e proprio "moderno", si trasforma il suo cappotto e offre informazioni. Trovare lui intrigante e utile, Orsini risparmia lui e gli offre un posto nel suo retinue. Con la forza della sua personalità, Orsini overawes l'ambasciatore d'Este e rende il suo modo di Ferrara. Belli Andrea scopre il segreto del vero patrimonio sul viaggio.
A Ferrara, nonostante l'interferenza del duca Ercole d'Este e il suo impetuoso figlio Cardinale Ippolito d'Este, e la resistenza del cannone-felice di Alfonso d'Este, egli compie la sua missione, garantire la Alfonso delle promesse. Nel frattempo, Orsini rende un nemico del cardinale, si fa amico del nemico di Belli Pierre de Bayard, dipinge un monastero, e si innamora profondamente di Camilla, un ospite della Estes.
Senza la conoscenza del successo di Andrea, il duca e il cardinale lo mandano a portare a Ferrara una santa vivente, Lucia di Narni Brocadelli, una donna le cui stimmate sono note in tutta la regione. Nonostante gli incentivi del Duca e la sua volontà di andare, la gente di Viterbo non la sua libera. Dopo un piacevole soggiorno a Città del Monte, Orsini incontra la santa, la cui evidente pietà colpisce profondamente sia lui che Belli. Nel formulare il suo tentativo di liberarla, Andrea è catturato, ma Belli ha successo, e Andrea riesce a districarsi.
A Roma, il papa concede alla nipote Angela, dama di compagnia di Lucrezia, un fidanzamento al suo ex amante, Orsini, e rivela i suoi piani contro i Varanos, che giungeranno a Roma per il Giubileo. Cesare arriva a Roma per fermare l'arresto e il fidanzamento. Orsini tenta di staccare da sé il favore del suo ex amante, e viene pugnalato per il disturbo. Belli, non fidandosi dei sovrani e delle pozioni di medici e dottori, si cura da solo la ferita. Con i suoi contatti, Belli interrompe il tentativo di Angela di assassinare il suo rivale per affetto di Andrea, e, in un colloquio snervante con Cesare, egli assicura sicurezza a Camilla.
Borgia può solo ottenere Città del Monte attraverso tradimento, tasse più basse e l'amore del popolo Varano sopportare lui non lasciano evidente angoli per fomentare disordini come ha fatto altrove, e Borgia non può permettersi il protrarsi di guerra nelle Marche. Con Ferrara nel alleanza, egli ricorda la sua spia di Varano in tribunale in modo che Orsini può prendere il suo posto come capitano della guardia, a suborn suo popolo e assassinare il suo principe.
A Città del Monte, Orsini scende ulteriormente dall'orbita di Cesare, tenendo Varano come il suo nuovo modello di ruolo. Varano è un uomo di carattere nobile e grande esperienza militare, avendo nella sua gioventù ha fatto la sua fortuna come un capitano in mercenarie esercito del principe di Urbino, che serve Papale interesse. Questa ricchezza ha permesso di adornare la sua corte senza opprime il suo dominio. Con una nuova comprensione della leadership e precede il suo sogno di un'Italia unita sotto un unico personalità, Orsini set per rafforzare la Città del Monte contro Cesare. Quando l'ultimatum finalmente arriva, Varano chiede se il suo popolo deve rimanere e portare la sua città miserie del protrarsi assedio, o prendere se stesso in esilio. Essi stragrande maggioranza respingere Borgia e lo acclamano. Il Varanos Borgia anche respingere la pretesa che Orsini è il impostore Zoppo, imbarazzante lui. Belli, in base al loro contratto, informa Orsini che sta per lasciare il suo servizio per la Borgia.
Nonostante uno spirito di difesa di alcuni mesi, Città del Monte è a sinistra e priva maltrattamenti del suo signore Varano, che muore per le ferite subite nel primo attacco. Le pareti violato al di là di riparazione, la città si prepara per la sua ultima difesa, quando Borgia, impaziente, offre attraverso il suo termini Luogotenenti. I termini sono generosi per un popolo così ostinatamente insieme contro di lui, ma per un punto: Zoppo deve rinunciare se stesso. Camilla nonostante il rifiuto dei termini, Orsini dona se stesso al fine di salvare la sua e la città.
Borgia mantiene la sua termini, il valore stripping dal tribunale, ma lasciando la città sotto Camilla e uno dei suoi catalano avventurieri. Tuttavia, per imbarazzare la giovane vedova, ha parate Orsini prima di lei dopo aver fame di lui per settimane, si rivela la sua identità Zoppo per mezzo di sua madre contadina, piani e la sua esecuzione. Belli, ora favorito luogotenente di Borgia, è indignato: dopo tutte le perdite Orsini ha inflitto a Borgia, è di semplice esecuzione sufficiente? Egli offre ai gouge il suo ex padrone gli occhi prima di Camilla, Borgia, e assemblato capitani, e, dato congedo, lo fa.
Borgia, feigning peccato, invia i non vedenti contadino e sua madre a girovagare il paesaggio, ma invia Belli dopo di loro a "fretta lungo". Belli catture fino a loro, e in tal caso Orsini rivela il trucco a sua madre: Belli simulato il gouging utilizzando innards uva e il sangue dalle sue mani. Essi trama di recuperare Città del Monte. Belli torna a Camilla per il finanziamento, la sua avvertimento Borgia che ha rilasciato il nuovo prefetto della città la possibilità di vincere la sua attraverso qualsiasi mezzo che egli ritenga necessario, compresa la tortura dei suoi abitanti. Lei è a fingere follia per scoraggiare tali piani.
Nonostante la loro attenzione piani, Orsini è riconosciuta da Angela Borgia e il Cardinale d'Este, mentre l'assunzione di mercenari svizzeri e Pierre de Bayard. Essi rivelano la trama di Borgia del capitano, e spionaggio sul Orsini del colloquio con Camilla in manicomio, per scoprire come fermare la trama. Dopo aver indagato loro, Orsini rivela che essi hanno effettivamente fissato l'attacco in movimento. Pietro e la Confederazione svizzera ottenere le mura della città sorge in rivolta. Camilla dà il catalano prefetto alle persone per vendicare su se stessi, e Angela d'Este e vengono inviati via.
Mesi dopo, il papa è morto e Cesare, malato e senza patrocinio a sinistra, è stato catturato ed esiliato dal suo nemico. Orsini è acclamato da tutti come il modello di uomo del Rinascimento, sposato con Camilla, i cui (anonimi) dipinti eccitano l'invidia del Mantegna stesso.

## Personaggi
- Andrea Orsini
- Mario Belli, assassino, traditore
- Cesare Borgia, duca di Valentinois, capitano dell'esercito papale
- Lady Camilla Varano di Baglione
- Lord Varano di Città del Monte
- Beata Lucia Brocadelli da Narni

## Allusioni e riferimenti
- La conquista della  Romagna effettuata  da Cesare Borgia
- Andrea Mantegna fa una breve apparizione
- Il racconto drammatizza la mediazione tra Alfonso d'Este ed i  Borgia per il matrimonio di Lucrezia
- Il racconto drammatizza come Ercole porta a Ferrara la  Beata Lucia da Narni sottraendola alla città di Viterbo

## Edizioni
- 1947, Boston, Little, Brown & company ISBN 0-316-78467-2, Pub date 1947, Hardcover
- 1947, Toronto, McClelland and company
- 1948, London, Hamish Hamilton
- Samuel Shellabarger, Il principe delle volpi, Milano, A. Martello, 1949.